# Grasmere (meer)
Grasmere is een meer in het Engelse Lake District in het graafschap Cumbria. Het ligt nabij het gelijknamige dorp en nabij het kleinere meer Rydal Water.
Het meer is ca. 1540 meter lang en 640 meter breed en beslaat een oppervlakte van ca. 0,62 km². De maximale diepte bedraagt ongeveer 21 meter. Door het meer stroomt de rivier de Rothay, die het verbindt met onder andere Rydal Water en het grote Windermere.
Het meer trekt een grote verscheidenheid aan watervogels en is tevens aantrekkelijk voor wandelaars en watersporters. Het is bevaarbaar voor kleine boten, maar het gebruik van motorvaartuigen is niet toegestaan.